# Historia de Ayerbe (siglo XXI)
Ayerbe es un pueblo de Huesca, situado en la comunidad de Aragón, España

## Datos demográficos
Habitantes en el año 2000 (Cifras de población referidas al 1/1/01.Real Decreto 1420/2001, de 17 diciembre)
- Varones: 565
- Mujeres: 549
  - Total de habitantes: 1.114

El Decreto 42/2001, de 13 de febrero del Gobierno de Aragón, autorizaba al Ayuntamiento de Ayerbe de la provincia de Huesca, para adoptar su escudo y bandera municipal
El día 8 de septiembre de 2001 se hizo, en la plaza Ramón y Cajal, el acto de presentación del escudo y bandera municipal
Habitantes en el año 2001 (Cifras de población referidas al 1/1/02. Real Decreto 1431/2002, de 27 de diciembre)
- Varones: 563
- Mujeres: 555 
  - Total de habitantes: 1118

El día 7 de septiembre de 2002 se dan por concluidas las obras de restauración de la ermita de San Miguel
Habitantes en el año 2002 (Cifras de población referidas al 1/1/03. Real Decreto 1748/2003, de 19 de diciembre)
- Varones: 549
- Mujeres: 532
  - Total de habitantes: 1.081

El 25 de mayo de 2003, en las elecciones municipales, con una mayoría absoluta de 384 votos para el PSOE, salió elegido alcalde D. José Antonio Sarasa Torralba.
Habitantes en el año 2003 (Cifras de población referidas al 01/01/2004. Real Decreto 2348/2004, de 23 de diciembre)
- Hombres: 564
- Mujeres: 528
  - Total de habitantes: 1092

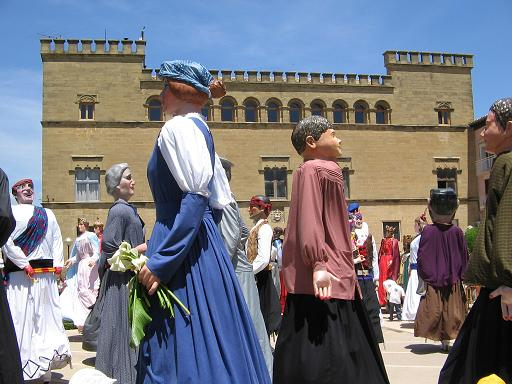
VI encuentro de Gigantes de Aragón.

Habitantes en el año 2004 (Cifras de población referidas al 01/01/2005. Real Decreto 1358/2005, de 18 de noviembre)
- Hombres: 559
- Mujeres: 538
  - Total de habitantes: 1097

## Efemérides
El día 19 de junio de 2005 se celebró en Ayerbe el VI encuentro de Gigantes de Aragón, al que asistieron 72 figuras, 23 comparsas, 166 músicos y 140 portadores. Al espectáculo acudieron unas 4.000 personas.
El día 29 de junio de 2005 se ocultó la espléndida fachada del Palacio con nueve ejemplares de roble americano.
En agosto de 2005 concluían las obras del parque infantil de la Fuente de los tres caños.
El día 24 de septiembre de 2005, D.Manuel Bibián sustituyó, como cura párroco, a D.Rodolfo Prieto 
El día 26 de septiembre de 2005 la X Feria de Alternativas Rurales del Prepirineo, reunió a alrededor de 63 expositores de toda España y contó además con la exposición de la fabricación de quesos de Poucharramet, localidad francesa hermanada con Ayerbe. En el marco de la Feria, tuvieron lugar actividades de animación, una exhibición automovilística y juegos tradicionales aragoneses.
El día 10 de diciembre de 2005 el alcalde, José Antonio Sarasa presentó en el salón de actos de la casa consistorial de Ayerbe el acto “Ayerbe siglo XXI, Progreso y Calidad de Vida” donde explicó los proyectos urbanísticos a corto y medio plazo, para estimular y favorecer la proyección demográfica en el municipio. 
- Parque Industrial - se espera vender un total de 140 naves a través de una promotora
- Zona residencial de “Los Almendros” - con un número estimado entre 200 y 240 viviendas